# 鈴木典比古
鈴木 典比古（すずき のりひこ、1945年5月30日 - ）は、日本の経営学者。専門は国際経営論。国際基督教大学名誉教授。広島県公立大学法人理事長（第3代）。元国際教養大学学長（第2代）、元国際基督教大学学長（第11代）を歴任。

## 人物
栃木県那須郡黒磯町（現那須塩原市）の雑貨屋の家に生まれる。父は元職業軍人。一橋大学経済学部卒業。学部の指導教官は板垣與一。板垣ゼミの同級生に外交官の岡本行夫がいる。板垣の定年退官に伴い、大学院の指導教官小島清の推薦で国際開発センターから奨学金を得てインディアナ大学に留学し経営学博士（DBA）（インディアナ大学、1978年）を取得。
ワシントン州立大学准教授、イリノイ大学助教授を経て、ワシントン大学客員教授、国際基督教大学学長、アジア・キリスト教大学協会理事長、国際教養大学理事長兼学長を歴任。
指導学生に吉田直樹ドン・キホーテ社長、各務洋子駒澤大学学長などがいる。

## 略歴
- 1964年 - 栃木県立大田原高等学校卒業
- 1968年 - 一橋大学経済学部（板垣与一ゼミ）卒業、農林中央金庫入行[3]
- 1972年 - 一橋大学大学院経済学研究科修士課程修了、同博士課程進学（小島清ゼミ）
- 1973年 - インディアナ大学経営大学院博士課程入学
- 1974年 - インディアナ大学経営学部授業助手（アソシエイト・インストラクター）
- 1978年 - インディアナ大学経営大学院博士課程修了、経営学博士(DBA)
- 1978年 - ワシントン州立大学経営経済学部助教授（国際経営・国際マーケティング）
- 1982年 - ワシントン州立大学経営経済学部准教授
- 1982年 - イリノイ大学経営学部助教授
- 1986年 - 国際基督教大学 (ICU) 教養学部社会科学科準教授
- 1990年 - 国際基督教大学教養学部社会科学科教授
- 1991年 - ワシントン大学経営学部客員教授[8]
- 1993年 - 国際基督教大学教養学部国際関係学科長
- 1999年 - 国際基督教大学学務副学長
- 2004年 - 国際基督教大学学長
- 2010年 - アジア・キリスト教大学協会理事長
- 2012年 - 国際基督教大学退職、公益財団法人大学基準協会専務理事・業務執行理事（常勤）
- 2013年 - 公立大学法人国際教養大学 (AIU) 理事長に就任。同法人の定款上の規定により、同大学学長も併任。
- 2017年 - 特定非営利活動法人三鷹ネットワーク大学推進機構理事長[9]。
- 2021年 - 公立大学法人国際教養大学(AIU) 理事長兼学長を任期満了(2期8年)退任[10]、那須塩原市市政アドバイザー、杏林大学客員教授[11]
- 2023年 - 広島県公立大学法人理事長[12]
- 2024年 - 瑞宝中綬章受章[13][14]

その他、岡山大学外部評価委員、杏林大学理事・特任教授、特定非営利活動法人三鷹ネットワーク大学推進機構学長、財団法人大学基準協会副会長、高等教育質保証学会副会長、中央教育審議会大学教育部会委員、大学設置・学校法人審議会委員、国立大学法人評価委員会委員、特定非営利活動法人国際教育交流協議会理事、特定非営利活動法人学校経理研究会理事、公益財団法人海外子女教育振興財団評議員、日本私立大学団体連合会代議員、公益財団法人大学セミナー・ハウス監事、大学マネジメント研究会理事、特定非営利活動法人キャリア文化研究所理事等も歴任。2010年から2012年まで国立大学法人一橋大学経営協議会学外委員、2011年から三鷹市教員委員会委員等も務めた。

## 取り組み

### 国際基督教大学 (ICU) 時代
特色ある大学教育支援プログラムに採択される
2003年度、文部科学省「特色ある大学教育支援プログラム」（通称: 特色GP）に ICU 教養学部の申請担当者として申請した（鈴木は当時学務副学長）。ICU が申請した取組テーマは「責任ある地球市民を育むリベラル・アーツ」であった。文部科学省は、ICU の取組を「時代と社会の要請に応えるべく授業評価なども早くから取り込み、学生の高い評価を得て学術基礎教育の充実を図っており、他大学に対してもモデルとなる多くの内容を備えている先駆的取組」であると評価し、ICU の構想を採択するに至った。採択期間は2003年度から2006年度まで。
メジャー制度への移行
2008年に1学部6学科（人文科学、社会科学、理学、語学、教育学、国際関係学）の「学科制」から、1学部1学科（アーツ・サイエンス）の「メジャー制」に移行した。その結果、2年連続で受験生を増加させた。
アカデミックプランニング・センターの創設
創立以来実施してきたアドヴァイザー制度に加え、2008年度からアカデミックプランニング・センターによる学修支援を始めた。新カリキュラムによるメジャー制導入にともない、ガイダンスの実施、情報提供等により、学生の学修計画支援を行っている。
学生寮の新設
全人的教育としてのリベラルアーツという考えから、学生寮を教育寮として位置づけ、2010年に欅寮、2011年に欅寮と同規模の銀杏寮および樫寮を竣工した。

### 国際教養大学 (AIU) 学長時代
2013年、中嶋嶺雄国際教養大学 (AIU) 学長の死去に伴い、鈴木が AIU 第2代学長に就任した。中嶋の妻・洋子は、「〔中嶋嶺雄が、〕鈴木さんについては、大学教育の考え方が全く一致している、と言っていました」と述べている。また、大学教育の考え方が一致していたことに加えて、海外の博士号を持っていることも「海外の学長に負けない格が必要」である AIU 学長に適任とされた。
ALSCの設置
2013年10月7日、能動的学修支援センター (ALSC) を設置した。
スーパーグローバル大学に採択される
2014年に文部科学省が創設したスーパーグローバル大学事業に AIU の構想責任者として申請した。文部科学省は、テーマ別ハウス群の設置や外国人留学生向け日本研究科目の充実といった構想、および英語教育の実践的方法論を初等中等教育に還元する構想を高く評価し、AIU の構想を採択するに至った。事業規模は10年間で約18億円。

## 恩師
指導教官以外のゼミの恩師に宮川公男（一橋大学名誉教授）がいる。家族のことを考えて帰国を考えていた際、宮川公男から国際基督教大学を紹介してもらった。

## 受賞
- 経営科学文献賞受賞、1988年